# Eudes Assis
Eudes Amorim Assis (São Sebastião (São Paulo)) conhecido como chef Eudes Assis, é conhecido no cenário brasileiro da Gastronomia por utilizar principalmente ingredientes da culinária caiçara.
Veio de uma família com muitos irmãos e sua mãe foi a grande inspiração, aprendendo com ela tudo sobre preparação de peixes e principalmente a amar a culinária caiçara. 
Aos 13 anos começou como lavador de pratos em um restaurante em Cambury, mas logo passou para a cozinha auxiliando grande chefs. Em 2002, ingressou como estagiário  no famoso Restaurante Fasano, em São Paulo e depois no Gero. Em 2006 passou 6 meses na França, no Le Cordon Bleu, escola de culinária, um templo da gastronomia mundial. 
Estagiou em alguns restaurantes pela Europa, e em seguida passou 4 anos como chef a bordo de um iate particular, conhecendo diversos países, sua culinária típica, e seus ingredientes. Foi nessas viagens que ele percebeu o quanto os cozinheiros  "defendiam" a cozinha local, que faz parte da cultura de cada região, bem como dos ingredientes produzidos em seu entorno. Isso foi ao encontro do que ele já pensava, no regaste da culinária caiçara, tão rica e saborosa. 
A bagagem adquirida, contribuiu para o aperfeiçoamento da sua técnica que é direcionada para a utilização de ingredientes regionais, como taioba e banana, frutos do mar, e peixe seco, típicos da região caiçara. 
Em 2010 ganhou o prêmio de chef revelação da Revista Prazeres da Mesa. 
Já colaborou com chefs famosos da gastronomia brasileira e mundial, como Ferran Adrià, Alain Ducasse e Daniel Boulud.
Em fevereiro de 2015 abriu no Sertão de Cambury o @Taioba Gastronomia, restaurante e catering. A cozinha caiçara tem destaque em pratos como o Arroz lambe lambe e o PF Caiçara com peixes que vem das redes dos pescadores locais. 

## Bandeira
Eudes Assis valoriza a culinária caiçara, usando os ingredientes abundantes na região de uma maneira sofisticada. Prefere utilizar apenas produtos não industrializados, e é adepto e difusor da culinária chamada Comfort Food, conhecida como cozinha de raiz.
Além de ser um chef respeitado e reconhecido, Eudes também atua como colaborador em algumas universidades, ministrando aulas sobre a sua culinária.

Atua como consultor gastronômico, e atualmente é chef no Restaurante Vinea Alphaville.

## Projetos Sociais
Além de todas estas ocupações, ainda encontra tempo para projetos sociais. Chef Eudes é voluntário no Projeto Buscapé, associação sem fins lucrativos, de Boiçucanga - Litoral Norte de São Paulo. Ministra aulas de gastronomia,  que beneficiam crianças carentes, onde elas aprendem a culinária caiçara, e também a valorizar os ingredientes abundantes da região, permitindo que possam trilhar um futuro melhor.
Chef Eudes também é curador do "Arraial Gastronômico do Projeto Buscapé". No ano de 2013, o Projeto recebeu o prêmio "Responsabilidade Social" da revista Prazeres da Mesa. 